# Center for Information og Boblestudier
Center for information og Boblestudier (CIBS) er et tværfagligt forskningscenter, ledet af professor i formel filosofi Vincent F. Hendricks og støttet af Carlsbergfondet.

## Forskningsområde
CIBS forsker i fænomenet bobledannelse, der oftest associeres med finansverden og markeder for ejendomshandel. Her siges der at være opstået en boble, når aktiver handles til priser, der langt overstiger deres fundamentale værdi.
Imidlertid kan bobler spores andre steder end i finansverden, når de opfattes som en irrationel måde kollektivt at aggregere overbevisninger, præferencer og handlinger baseret på social påvirkning, som opstår i et miljø, der stimulerer bobledannelse – som f.eks. sociale medier. Her er det sociale aktiver som respekt, status, anerkendelse, indflydelse eller tilsvarende former for social kapital, der handles til overpriser for likes, upvotes, kommentarer, tweets, retweets, posts og billeder.
Ved at forene både økonomi, matematik, logik, filosofi, informationsteori, socialpsykologi, historie, datalogi, adfærdsstudier og politisk videnskab, forsker CIBS i, hvad der skaber boblegæstfrie miljøer, hvilke socialpsykologiske fænomener, der medvirker til bobledannelse, samt hvordan man kan identificere – og dermed intervenere i – en potentiel boble.
CIBS’ forskning bygger på princippet om, at bobler essentielt skyldes uperfekt eller fejlagtig informationsprocessering blandt rationelle agenter, som kollektivt er modtagelige for socialpsykologiske fænomener som ’boom-thinking’, gruppetænkning, lemmingeffekter, pluralistisk ignorance mm.

## Baggrund
CIBS ligger på Københavns Universitets Humanistiske Fakultet og blev grundlagt i februar 2015 af professor Vincent F. Hendricks med en bevilling på 14.4 mio. kr. fra Carlsbergfondet.

## Projekter
CIBS modtog i marts 2017 en bevilling på 6.1 mio. kr. fra TrygFonden til et treårigt forsknings- og udviklingsprojekt ved navn ”D.U.D.E – digital (ud)dannelse”.
Projektet går ud på at lære elever i udskolingen og på ungdomsuddannelserne at forstå og agere i den digitale virkelighed. At give dem mod på at deltage i de digitale fællesskaber uden at blive hånet og nedgjort. At gøre dem bekendt med værktøjerne til at identificere og forstå strukturen bag mobbebobler, lemmingeffekter, flertalsmisforståelser, spredningsdynamikken af alt fra rygter til fake news og de andre velkendte socialpsykologiske fænomener, der fører til irrationel gruppeadfærd i den digitale verden.
Det teoretiske grundlag for projektet er den forskning, der løbende udvikles på CIBS.

### Udgivelser
- Fake News - Når virkeligheden taber, Vincent F. Hendricks, Mads Vestergaard

København: Gyldendal, 148 sider, ISBN 978-87-02-24726-8, August 2017
- Spræng boblen - Sådan bevarer du fornuften i en ufornuftig verden Vincent F. Hendricks,

Copenhagen: Gyldendal, 184 pages
ISBN 978-87-02-20030-0
May 2016
- Infostorms - Why do we “like?” Explaining individual behavior on the social net 2nd revised and Extended Edition, Vincent F. Hendricks, Pelle G. Hansen

New York: Copernicus Books / Springer Nature, 290 pages
ISBN 978-3-319-32765-5
Autum 2016
- Readings in formal epistemology Edited by Horacio Arló-Costa, Vincent F. Hendricks, Johan van Benthem Assistant Editors: Henrik Boensvang & Rasmus K. Rendsvig

Dordrecht: Springer XII, 872 pages, 77 illustrations
ISBN 978-3-319-20451-2
Spring 2016
- Infostorms: How to take information punches and save democracy Vincent F. Hendricks, Pelle G. Hansen

New York: Copernicus Books / Springer, February 28, 2014
ISBN 978-3-319-03831-5
- Nedtur! Finanskrisen forstået filosofisk Vincent F. Hendricks, Jan Lundorff Rasmussen

København: Gyldendal Business, maj 2012
ISBN 978-87-02-12873-4
- Oplysningens blinde vinkler, Pelle G. Hansen, Vincent F. Hendricks

København: Samfundslitteratur / August 2011
ISBN 978-87-593-1594-1

### Artikler
- “VERLORENE WIRKLICHKEIT? An der Schwelle zur postfaktischen Demokratie”, Mads Vestergaard and Vincent F. Hendricks, Aus Politik und Zeitgeschichte, 13/2017: 4-10.
- “Informational Pathologies and Interest Bubbles: Exploring the Structural Mobilization of Knowledge, Ignorance and Slack”, Joachim Wiewiura and Vincent F. Hendricks, New Media & Society, vol. 1, 2017 / Online First Published 10 Jan 2017: 1-16
- "The Philosophy of Distributed Information (social information, announcements, testimony)" Vincent Hendricks and Rasmus Rendsvig, in The Routledge Handbook of Philosophy of Information, pp 120-137, Routledge, 2016
- "Tillid i en digital virkelighed", Vincent F. Hendricks in Når forbrydelser bliver digitale: En antologi om IT-kriminalitet og adfærd på internettet. Henrik Korf; Anna Vibe Onsberg Hansen; Anders Young Rasmussen; Merete Arentoft. (Red.)København: Det Kriminalpræventive Råd, 2016. s. 74-77.
- “Knowledge and Belief in Flux”, Rasmus K. Rendsvig and Vincent F. Hendricks, forthcoming in Outstanding Contributions to Logic – Jaakko Hintikka, Vol. 7. Dordrecht: Springer, 2016
- "Model Transformers for Dynamical Systems of Dynamic Epistemic Logic", Rasmus K. Rendsvig, in Logic, Rationality, and Interaction, Volume 9394 of the series Lecture Notes in Computer Science pp 316-327, Springer, 2015
- “Bubbles Studies: The Brass Tacks”, Vincent F. Hendricks, forthcoming in Leading Frontier Research in the Humanities, ed. Emmeche, C., and Budtz, D. London: Bloomsbury (submitted, accepted). Penultimate version for download in PDF, 2016
- “Agents and Interactions”, Jeffrey Helzner and Vincent F. Hendricks forthcoming in A Formal Epistemology Reader, H. Arló-Costa, J. van Benthem and Vincent F.
- Hendricks (eds.). Dordrecht: Springer (submitted, accepted) 2016
- “Social Proof in Extensive Games”, Rasmus K. Rendsvig and Vincent F. Hendricks, Jaakko Hintikka: Outstanding Contributions to Logic, van Ditmarsch, H. and Sandu, G. (editors), Dordrect: Springer, 2015
- “Logic and Learning”, Vincent F. Hendricks, Nina Gierasimczuk and Dick de Jong, in Johan van Benthem on Logic and Information Dynamics, Baltag, Alexandru, Smets, Sonja (Eds.). Outstanding Contributions to Logic, Vol. 5. Dordrecht: Springer. DOI 10.1007/978-3-319-06025-5_10 / ISBN 978-3-319-06025-5, 2015
- “Humanioras rolle i boblestudier”, Kampen om disciplinerne, Vincent F. Hendricks
- Simo Køppe, David Budtz Pedersen og Frederik Stjernfelt (red.). København: Reitzels Forlag: 275-294, 2015
- “The Philosophy of Distributed Information”, Vincent F. Hendricks, Rasmus K. Rendsvig, forthcoming in Routledge Handbook of Philosophy of Information, ed. Luciano Floridi, London: Routledge, 2015 (submitted, accepted)
- “Science Bubbles”, with David Budtz Pedersen, Philosophy and Technology, DOI: 10.1007/s13347-013-0142-7. Online first, November 15, 2013. Printed in Philosophy & Technology: Volume 27, Issue 4 (2014), Page 503-518, 2013
- “Bubbles”, in Johan van Benthem and Fenrong Liu, eds, Logic Across the University: Foundations and Application—Proceedings of the Tsinghua Logic Conference, Beijing, 14-16 October 2013. Volume 47: Studies in Logic. London: College Publications: 509-513, 2013
- “Infostorms”, Pelle G. Hansen, Vincent F. Hendricks, Rasmus K. Rendsvig, Metaphilosophy, Vol. 44, No. 3, April: 301-326, 2013.Publications Arkiveret 6. maj 2017 hos  Wayback Machine